# Sem Destino (romance)
Sorstalanság (tradução, Sem destino) é um romance de autoria do escritor húngaro Imre Kertész, publicado em 1975.
Narra a história de Köves György (Gyurka), um rapaz judeu de apenas quinze anos que se vê subitamente afastado da família e é levado para campos de concentração de Auschwitz e posteriormente para Buchenwald e Zeits, durante a Segunda Guerra Mundial. Nestes locais, Gyurka assiste a situações de desumanidade, de grande crueldade, perpetrados por parte do comando nazi. 
Contudo, através do olhar deste personagem, todos acontecimentos são narrados sem dramatismo, nem tom moralizante, antes pelo contrário, tais episódios são encarados como experiências de vida, tão naturais quanto outras que temos de enfrentar ao longo da nossa existência enquanto seres humanos.
Em 2005 foi lançado o filme Sorstalanság, baseado no livro e chamado no Brasil de Marcas de Guerra. Em Portugal, o filme foi lançado com o nome Sem Destino.